# أدريان هانسن
أدريان هانسن (بالإنجليزية: Adrian Hansen)‏ هو لاعب إسكواش جنوب أفريقي، ولد في 21 نوفمبر 1971 في كوازولو ناتال في جنوب أفريقيا.

## وصلات خارجية
- أدريان هانسن على موقع SquashInfo.com (الإنجليزية)
- أدريان هانسن على موقع اتحاد ألعاب الكومنولث (مؤرشف) (الإنجليزية)
- أدريان هانسن على موقع دورة ألعاب الكومنولث 2006 (مؤرشف) (الإنجليزية)